# Bouharoun
Bouharoun là một đô thị thuộc tỉnh Tipaza, Algérie. Dân số thời điểm năm 2002 là 8.613 người.